# Конвой №6042
Конвой № 6042 — японський конвой часів Другої світової війни, проведення якого відбувалось у грудні 1943-го.
Вихідним пунктом конвою був атол Кваджелейн, на якому була головна японська база на Маршаллових островах. Пунктом призначення став атол Трук у центральній частині Каролінських островів, де ще до війни створили головну базу японського ВМФ у Океанії, звідки до лютого 1944-го провадились операції в цілому ряді архіпелагів.
До складу конвою увійшли транспорти «Кітакамі-Мару» та «Кеншин-Мару» (Kenshin Maru) під охороною мисливця за підводними човнами CH-30.
4 грудня 1943-го загін полишив Кваджелейн (при цьому вже за кілька годин Кваджелейн стане ціллю для рейду американського авіаносного з'єднання, що призведе до загибелі кількох транспортів, які залишились на атолі). Хоча поблизу вихідного та, особливо, кінцевого пунктів маршруту традиційно діяли американські підводні човни, проходження конвою № 6042 пройшло без інцидентів і 9 грудня він прибув на Трук.